# Parkbad (Gütersloh)

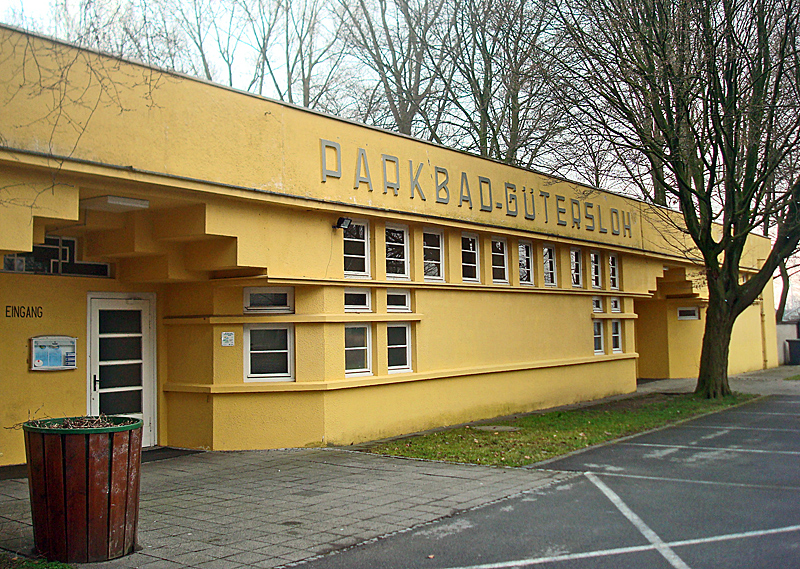
Eingang des Parkbads

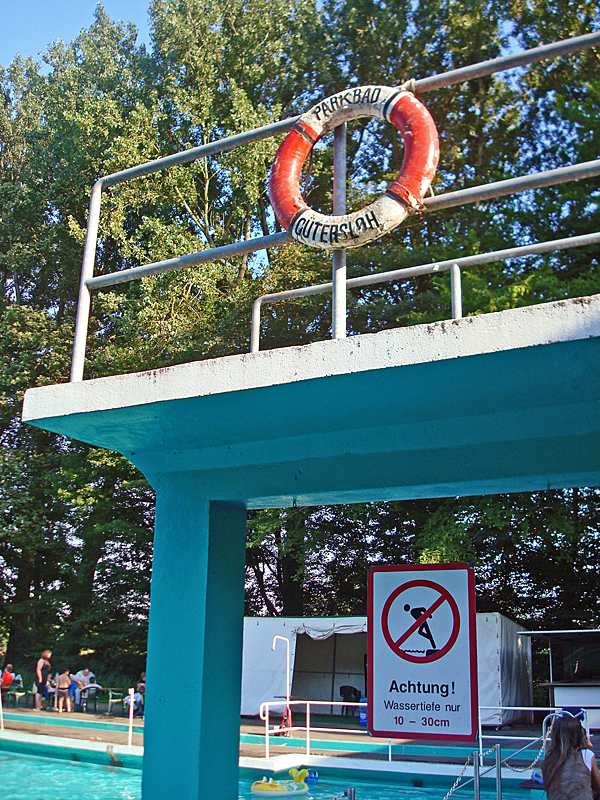
Vor dem Sprung wird gewarnt: Die Wassertiefe beträgt nur wenige Zentimeter.

Das Parkbad ist ein Luftbad mit Kleinkinderbecken im Ortsteil Sundern der ostwestfälischen Kreisstadt Gütersloh und zählt zum Gelände des Gütersloher Stadtparks. Das frühere Freibad an der Dalke wurde 1927/28 erbaut und 1992 unter der Nummer A194 in die Liste der Baudenkmäler in Gütersloh aufgenommen. 
Das ehemalige Schwimmbecken wurde 1995 bis zu einer maximalen Wassertiefe von 30 Zentimeter aufgefüllt. Das Bad, das seit 1. Mai 2015 durch den Pächter Franz-Josef Füchtenschnieder aus Münster betrieben wird, hat zwischen Mai und September geöffnet. Der Eintritt ist kostenlos.

## Ausstattung und Veranstaltungen
Neben dem großen Planschbecken und einem Gastronomiebetrieb stehen für Freizeitaktivitäten u. a. Beachvolleyball-Felder, Tischtennisplatten, Kindertrampoline und ein Niedrigseilgarten zur Verfügung.
Hauptgebäude und Freigelände dienen heute auch als Veranstaltungsort für Konzerte, Flohmärkte, Kunsthandwerker- und Bauernmärkte,  Kinovorführungen und Public Viewings. Der Saal des Hauptgebäudes kann zu Veranstaltungen und Feiern gemietet werden.

## Geschichte
1925 wurde der Verein „Parkbad Gütersloh e.V.“ ins Leben gerufen, der das spätere Bad bis zur Übernahme durch die Stadt Gütersloh im Sommer 1942 betrieb. Zu den Vorstandsmitgliedern gehörten die beiden Unternehmer und späteren Ehrenbürger der Stadt Eduard Wolf und Carl Miele. Die Finanzierung des Bades erfolgte maßgeblich durch Spenden der in Gütersloh beheimateten Unternehmen.
Im Mai 1927 begann der Verein als Bauherr mit dem Bau des Parkbads gegenüber Avenstroths Mühle an der Dalke. In Stahlskelettbauweise entstand eine langgestreckte, 41 × 21 Meter große Halle (Putzbau unter Flachdach) mit zentralem Oberlicht und einer strengen Fassadengliederung durch Fensterbänder. Architektonisch lehnt sich das Gebäude in seiner sachlichen, klaren Gliederung den Ideen des Bauhauses und des Werkbunds an. Das 50 Meter lange Wasserbecken wurde durch einen Laufsteg in einen 12 Meter breiten Nichtschwimmer- und einen 18 Meter breiten Schwimmerbereich aufgeteilt. Das gesamte Becken war und ist von einer 1,20 Meter breiten Fußspülrinne eingefasst. 
Am 2. Juni 1928 erfolgte die Eröffnung des Bades. Gespeist wurde das Schwimmbecken über eine Filteranlage mit dem Wasser der Dalke. Im warmen Sommer 1929 besuchten mehr als 80.000 Badegäste das neue Freibad.
Nach dem Ende des Zweiten Weltkriegs beschlagnahmte die britische Militärverwaltung das Gelände und gab es erst 1950 wieder zeitweise zur Benutzung frei, 1956 dann für die zeitlich uneingeschränkte Nutzung.
Der interne Besucherrekord wurde im Sommer 1967 mit 125.870 Badegästen aufgestellt. Mit dem 1960 erbauten Hallenbad und dem 1971 eröffneten Nordbad, einem Freibad, erhielt das Parkbad moderne Konkurrenz, die einen Besucherrückgang und einen Investitionsstau zur Folge hatte. Ein Gutachten bescheinigte der Anlage 1977 einen mangelhaften baulichen Zustand. Die Kosten für eine Sanierung wurden auf 8 Millionen D-Mark  geschätzt. 1986 lehnte der Sportausschuss der Stadt Gütersloh den Erhalt des Bades ab. Mit dem Bau des Wellen- und Freizeitbades Die Welle, nur wenige hundert Meter entfernt, war nach 63 Jahren das Ende des regulären Badebetriebs besiegelt. In der letzten Saison 1991 zählte das Bad 41.191 Besucher. 
Mit der Schließung begann ein heftiger Streit zwischen der Stadt Gütersloh und dem in Münster beheimateten Westfälischen Amt für Denkmalpflege (heute: LWL-Denkmalpflege, Landschafts- und Baukultur in Westfalen) um die Denkmalwürdigkeit des Parkbades. Während die Denkmalpfleger die Schutzwürdigkeit feststellten, lehnte die Stadt den Erhalt des Bades aus Kostengründen ab. Da keine einvernehmliche Lösung gefunden werden konnte, ordnete der Minister für Stadtentwicklung und Verkehr des Landes Nordrhein-Westfalen Franz-Josef Kniola am 25. März 1992 per Erlass die Eintragung des Parkbads, bestehend aus Badehalle, Schwimmbecken, den umliegenden Fußspülrinnen und der Grünanlage, in die Denkmalliste an. Diese erfolgte am 10. Juli 1992.
Entgegen ersten Plänen, die eine vollständige Verfüllung des Schwimmbeckens vorgesehen hatten, entschied sich die Stadt Ende 1994, das Schwimmbecken im darauffolgenden Jahr nur soweit aufzuschütten, dass eine Wasserspielfläche mit einer Wassertiefe von 10 bis 30 cm entsteht. Das Land Nordrhein-Westfalen beteiligte sich an der 4,1 Millionen D-Mark teuren Sanierung des Bades mit 80 Prozent.
Am Tag des offenen Denkmals 1997 wurde das Parkbad erstmals wieder der Öffentlichkeit zugänglich gemacht. 1998 schloss die Gütersloher Arbeitslosenselbsthilfe (ASH) einen Pachtvertrag zum Betrieb des Parkbades. Am 1. Mai 1998 wurde der Bade- bzw. Planschbetrieb offiziell wieder aufgenommen. Seitdem ist das Parkbad jährlich vom 1. Mai bis Ende September geöffnet.
Im Laufe der Zeit wurden einige Spielmöglichkeiten um die Liegewiesen geschaffen, zuletzt 2010 ein 12.000 Euro teurer Niedrigseilgarten. Nachdem sie das Parkbad 17 Jahre lange betrieben hatte, verzichtete die Arbeitslosenselbsthilfe im Sommer 2014 auf eine erneute Verlängerung des bestehenden Pachtvertrages.